# Benedikt Sveinbjarnarson Gröndal
Benedikt Sveinbjarnarson Gröndal, född 6 oktober 1826 på Bessastaðir, död 2 augusti 1907 i Reykjavik, var en isländsk författare. Han var son till Sveinbjörn Egilsson och dotterson till Benedikt Jónsson Gröndal.
Benedikt tog i Köpenhamn 1863–1864 magisterkonferens i nordisk filologi, men studerade även klassiska språk samt naturkunnighet och geografi, i vilka två sistnämnda ämnen han 1874–1883 var anställd som adjunkt vid latinskolan i Reykjavik. I denna stad förblev han därefter som privatman bosatt till sin död. 
Benedikts vetenskapliga verk var ej av någon framstående betydelse. Hans förnämsta hithörande verk är Folketro i Norden (i "Annaler for nordisk oldkyndighed", 1863) och Clavis poetica antiquæ linguæ septentrionalis (1864). I naturvetenskapliga ämnen dels författade, dels bearbetade han på isländska en del skolböcker. 
Som skald utgav Benedikt både ett episkt verk (Drápa um Örvar-Odd, 1851), ett dramatiskt arbete (Ragnarökkur med ämne från Baldersmyten, 1868) och smärre lyriska  dikter (Sváva, 1860, Kvæði i úrval, 1897). Hans originellaste skapelse är prosaberättelsen Sagan af Heljarslóðtarorrustu (Sagan om slaget vid Dödens väg, 1861, 1895), en från den isländske allmogemannens synpunkt i de medelisländska äventyrs- och riddarsagornas maner med grotesk humor utförd skildring av kriget mellan Frankrike och Österrike 1859 samt särskilt slaget vid Solferino, vilken vann stor popularitet på Island. 
Benedikt översatte till isländska delar av Odysséen och Iliaden samt en samling sagor ur "Tusen och en natt". Åren 1870–1874 utgav han i Köpenhamn tidskriften "Gefn", vars innehåll, av dels antikvarisk, dels litterär och estetisk art, härrörde uteslutande från honom själv. Han var därjämte en utmärkt kalligraf och skicklig tecknare.